# Hybosciara formosana
Hybosciara formosana är en tvåvingeart som beskrevs av Tokuichi Shiraki 1913. Hybosciara formosana ingår i släktet Hybosciara och familjen sorgmyggor.
Artens utbredningsområde är Taiwan. Inga underarter finns listade i Catalogue of Life.